# Félix Jean-Baptiste Joseph Reibell
Félix Jean-Baptiste Joseph Reibell est un ingénieur et homme politique français né le 22 novembre 1795 à Strasbourg (Bas-Rhin) et décédé le 21 février 1867 à Paris.

## Biographie
Entré en 1812 à l'école Polytechnique, il en sort ingénieur des ponts et chaussées. Directeur des travaux maritimes de Cherbourg, il est le constructeur du nouveau port et de la digue. Il est député de la Manche de 1848 à 1849, votant à droite avec les monarchistes. Il démissionne en décembre 1848 et reprend ses fonctions d'ingénieur. En 1857, il devient inspecteur général des travaux hydrauliques des ports ainsi que membre du conseil des travaux de la Marine, du conseil général des Ponts et chaussées, du conseil supérieur de l'Algérie et des colonies. 

## Sources
- « Félix Jean-Baptiste Joseph Reibell », dans Adolphe Robert et Gaston Cougny, Dictionnaire des parlementaires français, Edgar Bourloton, 1889-1891 [détail de l’édition]